# Tervola
Tervola är en kommun i landskapet Lappland i Finland. Tervola har 2 882 invånare och har en yta på 1 592,03 km². Grannkommunerna är Keminmaa, Ranua, Rovaniemi, Simo, Torneå och Övertorneå. 
Tervola är en enspråkigt finsk kommun.
En by i Tervola heter Sigtuna.

## Tätorter
Vid tätortsavgränsningen den 31 december 2021 fanns endast en tätort inom Tervola kommuns område: Tervola kyrkoby med 986 invånare.

## Politik

### Mandatfördelning i Tervola kommun, valen 1976–2021
| 10 |  |  | 13 |  |  |

| 10 |  | 14 |  |  |

| 9 | 2 | 15 |  |

| 9 | 2 | 14 |  |  |

| 9 | 2 | 3 | 13 |

| 8 |  | 4 | 14 |

| 6 | 3 | 12 |

| 7 | 1 | 3 | 10 |

| 16 | 5 |

| 7 | 2 | 2 | 10 |

| 13 | 8 |

| 5 | 2 | 1 | 12 | 1 |

| 13 | 8 |

| 6 | 1 | 10 |

| 11 | 6 |

| 5 | 1 | 3 | 8 |

| 10 | 7 |

### Valresultat i kommunalvalet 2017
| Parti                 | Parti                             | Röstfördelning | Röstfördelning | Röstfördelning | Röstfördelning | Mandatfördelning | Mandatfördelning |
| Parti                 | Parti                             | Antal          | Andel %        | Antal +−       | Andel % +−     | Antal            | +−               |
| --------------------- | --------------------------------- | -------------- | -------------- | -------------- | -------------- | ---------------- | ---------------- |
|                       | Centern i Finland                 | 834            | 53,6           | -149           | -2,4           | 10               | -2               |
|                       | Vänsterförbundet                  | 471            | 30,3           | -77            | -1,0           | 6                | +1               |
|                       | Sannfinländarna                   | 147            | 9,4            | +31            | +2,8           | 1                | 0                |
|                       | Finlands Socialdemokratiska Parti | 48             | 3,1            | -25            | -1,1           | 0                | -2               |
|                       | Alp Kyngäs                        | 36             | 2,3            | Ny             | Ny             | 0                | 0                |
|                       | Samlingspartiet                   | 20             | 1,3            | -14            | -0,7           | 0                | -1               |
| Giltiga röster totalt | Giltiga röster totalt             | 1 579          | 100,00         | -198           | —              | 17               | -4               |
| Ogiltiga röster       | Ogiltiga röster                   | 21             | 1,3            | —              | —              |                  |                  |
| Valdeltagande         | Valdeltagande                     | 1 577          | 62,9           | —              | -2,6           |                  |                  |
| Röstberättigade       | Röstberättigade                   | 2 509          | —              | —              | —              |                  |                  |

Källa:

## Demografi

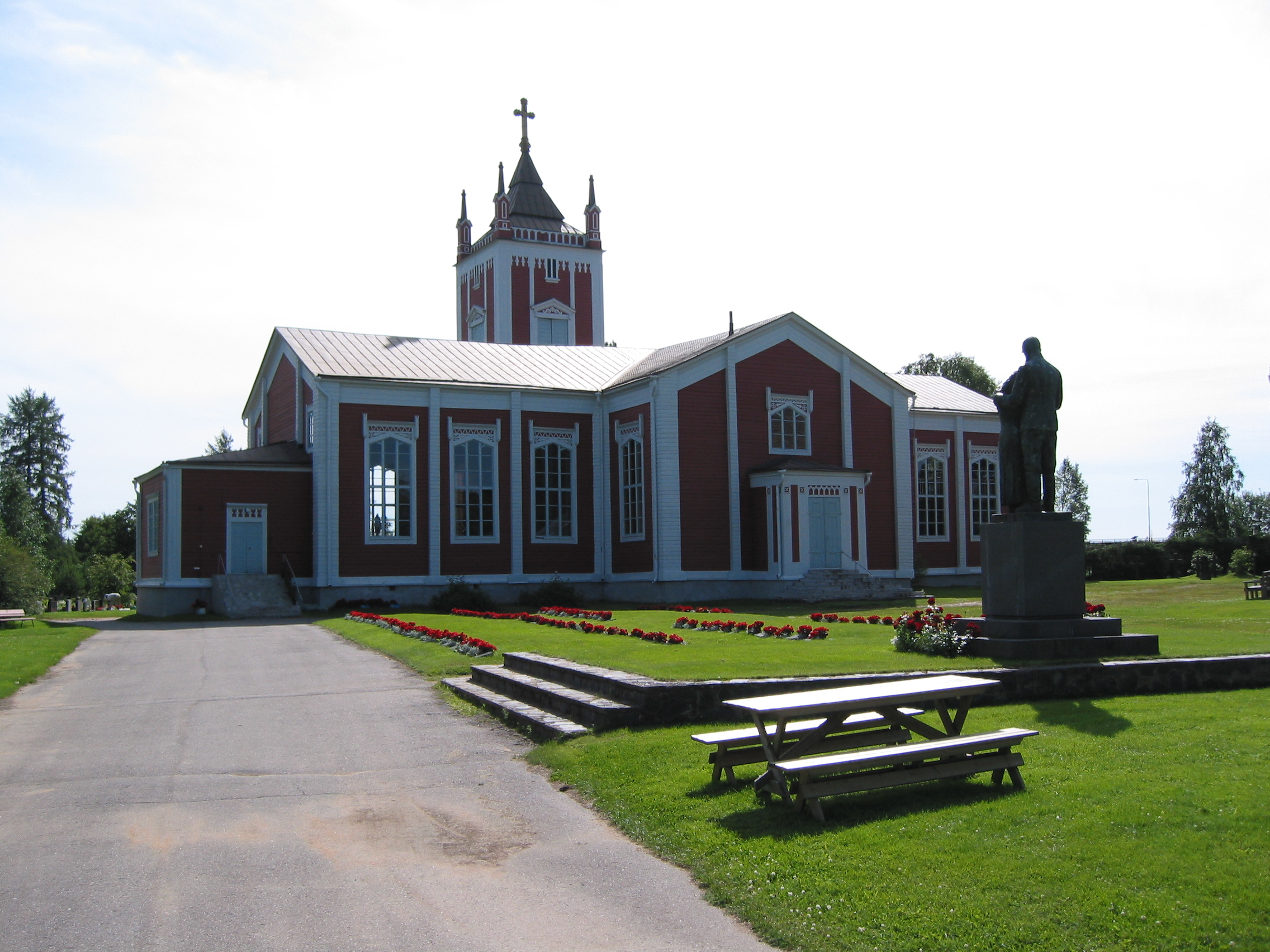
Nya Tervola kyrka.

### Befolkningsutveckling
| Befolkningsutvecklingen i Tervola kommun 1880–2020                                                                                    | Befolkningsutvecklingen i Tervola kommun 1880–2020 | Befolkningsutvecklingen i Tervola kommun 1880–2020 | Befolkningsutvecklingen i Tervola kommun 1880–2020 | Befolkningsutvecklingen i Tervola kommun 1880–2020 |
| --- | -------------------------------------------------- | -------------------------------------------------- | -------------------------------------------------- | -------------------------------------------------- |
| |                                                    |                                                    |                                                    |                                                    |
| År |                                                    |                                                    | Folkmängd                                          |                                                    |
| 1880 | 1880                                               |                                                    | 2 362                                              |                                                    |
| 1890 | 1890                                               |                                                    | 2 863                                              |                                                    |
| 1900 | 1900                                               |                                                    | 2 958                                              |                                                    |
| 1910 | 1910                                               |                                                    | 3 443                                              |                                                    |
| 1920 | 1920                                               |                                                    | 3 952                                              |                                                    |
| 1930 | 1930                                               |                                                    | 4 510                                              |                                                    |
| 1940 | 1940                                               |                                                    | 4 914                                              |                                                    |
| 1950 | 1950                                               |                                                    | 6 640                                              |                                                    |
| 1960 | 1960                                               |                                                    | 7 247                                              |                                                    |
| 1970 | 1970                                               |                                                    | 5 895                                              |                                                    |
| 1975 | 1975                                               |                                                    | 5 173                                              |                                                    |
| 1980 | 1980                                               |                                                    | 4 631                                              |                                                    |
| 1985 | 1985                                               |                                                    | 4 471                                              |                                                    |
| 1990 | 1990                                               |                                                    | 4 170                                              |                                                    |
| 1995 | 1995                                               |                                                    | 4 079                                              |                                                    |
| 2000 | 2000                                               |                                                    | 3 895                                              |                                                    |
| 2005 | 2005                                               |                                                    | 3 679                                              |                                                    |
| 2010 | 2010                                               |                                                    | 3 444                                              |                                                    |
| 2015 | 2015                                               |                                                    | 3 195                                              |                                                    |
| 2020 | 2020                                               |                                                    | 2 925                                              |                                                    |
| Anm: För tidsserien 1975-2020 avser uppgifterna förhållandena den 31 december nämnda år enligt områdesindelningen den 1 januari 2022. |                                                    |                                                    |                                                    |                                                    |

### Språk
Befolkningen efter språk (modersmål) den 31 december 2021. Finska, svenska och samiska räknas som inhemska språk då de har officiell status i landet. Resten av språken räknas som främmande. För språk med färre än 10 talare är siffran dold av Statistikcentralen på grund av sekretesskäl.
| Språk                        | Talare 2021-12-31 | Talare 2021-12-31 |
| Språk                        | Antal             | Andel (%)         |
| ---------------------------- | ----------------- | ----------------- |
| Hela befolkningen            | 2 882             | 100,0             |
| Finska                       | 2 811             | 97,5              |
| Svenska                      | 4                 | 0,1               |
| Samiska                      | 2                 | 0,1               |
| Främmande språk totalt       | 65                | 2,3               |
| Arabiska                     | 18                | 0,6               |
| Ryska                        | 11                | 0,4               |
| Språk med färre än 10 talare | 36                | 1,2               |